# Joshua Harto
Joshua Denver Harto (nasceu em 9 de janeiro de 1979), é um ator norte-americano, que atuou em um número notável de seriados, entre eles American Dreams, Carnivàle, Crossing Jordan, JAG, Strangers with Candy, The Practice, Cold Case e muitos outros. Seus papéis de maior destaque foram em The Mystery Files of Shelby Woo da Nickelodeon e Ben Sturky em That's So Raven, do Disney Channel. Ele fez um pequeno papel no filme do batman, The Dark Knight, e no filme Iron Man da Marvel.
Harto é graduado na Dreyfoos School of the Arts em West Palm Beach, Flórida.